# Dottor Watson
Il dottor John H. Watson è un personaggio creato da Arthur Conan Doyle come co-protagonista delle avventure del celebre detective Sherlock Holmes. Appare per la prima volta nel romanzo Uno studio in rosso del 1887 ed è presente in tutti i romanzi e quasi tutti i racconti del ciclo di Sherlock Holmes, svolgendo, salvo rarissime eccezioni, il ruolo di io narrante della vicenda.

## Notizie biografiche del personaggio

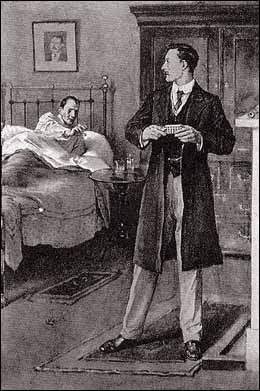
Un prestante Watson (in piedi) con Holmes (nel letto) in un'illustrazione per il racconto L'avventura del detective morente (The Adventure of the Dying Detective, raccolto ne L'ultimo saluto di Sherlock Holmes, 1913).

Nato presumibilmente poco prima del 1860 (la sua età dovrebbe essere vicina a quella di Doyle), non si hanno sue notizie biografiche dopo il 1914, anno in cui è ambientata la più tarda avventura di Holmes dal punto di vista cronologico, ma è verosimilmente ancora in vita nel 1927, quando viene pubblicato l'ultimo racconto della serie.
Laureatosi in medicina all'università di Londra nel 1878, John H. Watson diventa un chirurgo militare dell'esercito coloniale britannico con il grado di Capitano. Nel 1880 partecipa alla seconda guerra anglo-afgana, restando ferito nella battaglia di Maiwand.
Congedato, ritorna a Londra e decide di trovare casa: i prezzi elevati degli affitti lo inducono a cercare un coinquilino. Incontra così Sherlock Holmes, con il quale divide un appartamento al 221B Baker Street.
Durante i due decenni successivi, Watson collabora costantemente con Holmes nel corso delle sue numerose indagini.
Gli eventi narrati nel romanzo Uno studio in rosso sono da collocarsi presumibilmente poco dopo il 1880 (anno della battaglia di Maiwands), mentre le storie successive (pubblicate non in ordine cronologico) sono ambientate prevalentemente nei due decenni successivi (alcune presentano precise date, altre hanno una collocazione temporale più vaga), sino al pensionamento di Holmes (avvenuto all'incirca nel 1903), mentre vengono fatte pubblicare da Watson in periodi successivi (sino al 1927). I due tornano a collaborare un'ultima volta assieme nel racconto L'ultimo saluto, ambientato nel 1914.
Watson si è sposato almeno due volte: la prima con Mary Morstan (incontrata durante gli avvenimenti di Il segno dei quattro), e nuovamente in seguito, con una donna di cui Doyle non parla affatto. Riguardo al primo matrimonio non viene citata una data precisa, ma presumibilmente avvenne tra il 1887 e il 1888.
Quanto alla professione di Watson durante il periodo di convivenza con Holmes, si presume che esercitasse regolarmente l'attività medica, sebbene Doyle, nei suoi racconti, non fornisca informazioni precise in tal senso; nel periodo strettamente successivo al suo matrimonio esercita la professione di medico in uno studio privato, che cede in seguito al ritorno di Holmes per una grossa cifra (scoprendo poi essere stata versata dallo stesso Holmes attraverso un suo lontano parente). Oltre a questo, come segnalato ne L'avventura di Shoscombe Old Place, Watson percepisce una pensione di guerra e precedentemente ottenne un assegno di 6000 sterline (metà della ricompensa ottenuta ne L'avventura della Priory School). Si può in ogni caso ipotizzare che egli tragga buona parte dei suoi guadagni dai racconti da lui pubblicati (suffragata dalla visione di Watson come alter ego di Doyle, il quale era effettivamente un ex medico che viveva della propria attività letteraria). Con il pensionamento di Holmes ricomincerà ad esercitare il mestiere per cui si è laureato.
Nelle prime pagine di Uno studio in rosso Watson apparentemente afferma di possedere un cucciolo di bulldog, del quale tuttavia in seguito non si fa più menzione. Il significato della frase originale ("I keep a bull pup") è oggetto di discussione tra gli studiosi di Conan Doyle, in quanto l'espressione potrebbe anche riferirsi a un'arma (un Bull Dog revolver), o ancora potrebbe essere uno slang per indicare un pessimo carattere.

## Caratteristiche del personaggio

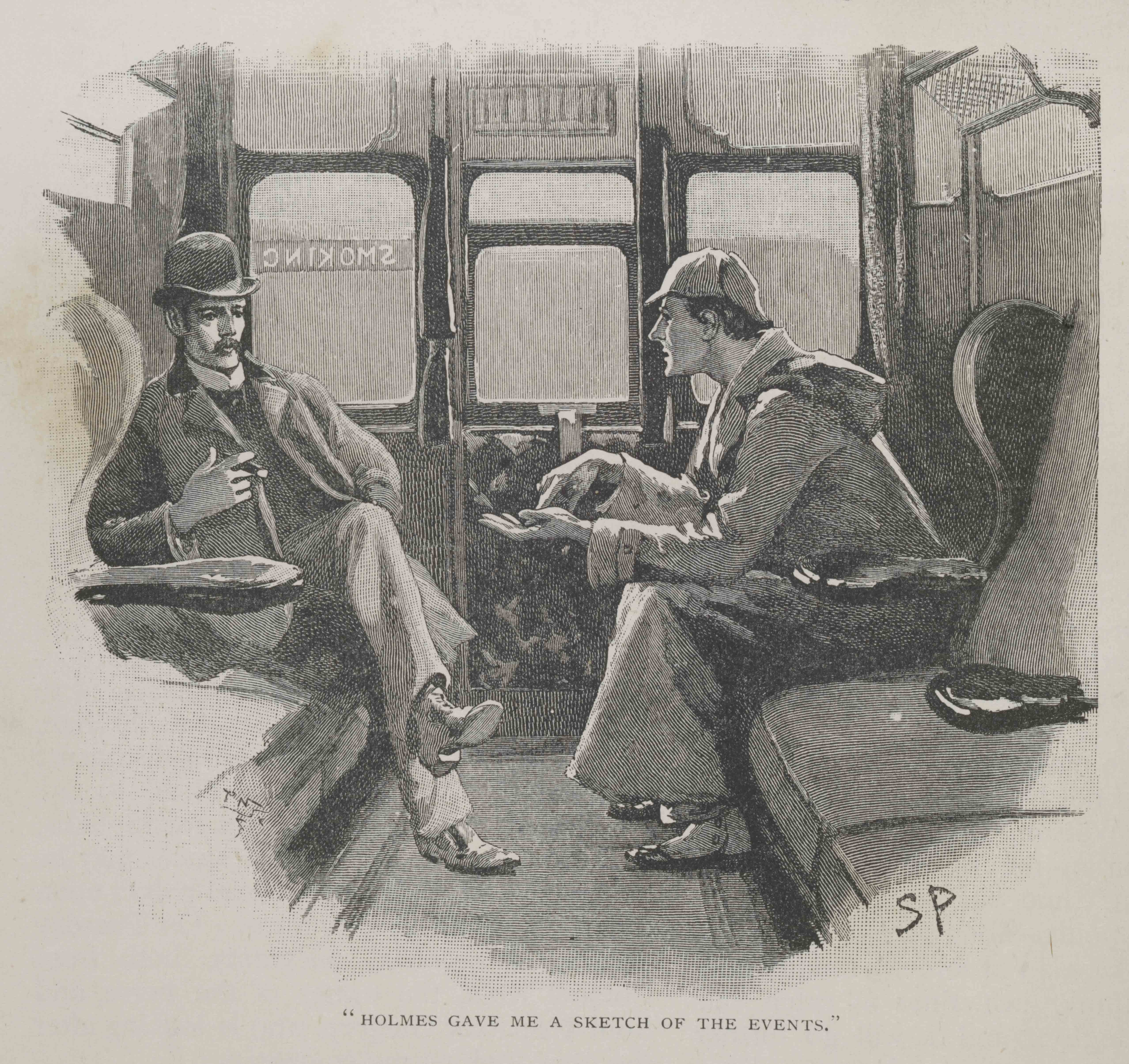
Watson e Holmes nella più famosa illustrazione di Sidney Paget pubblicata sulla rivista Strand Magazine

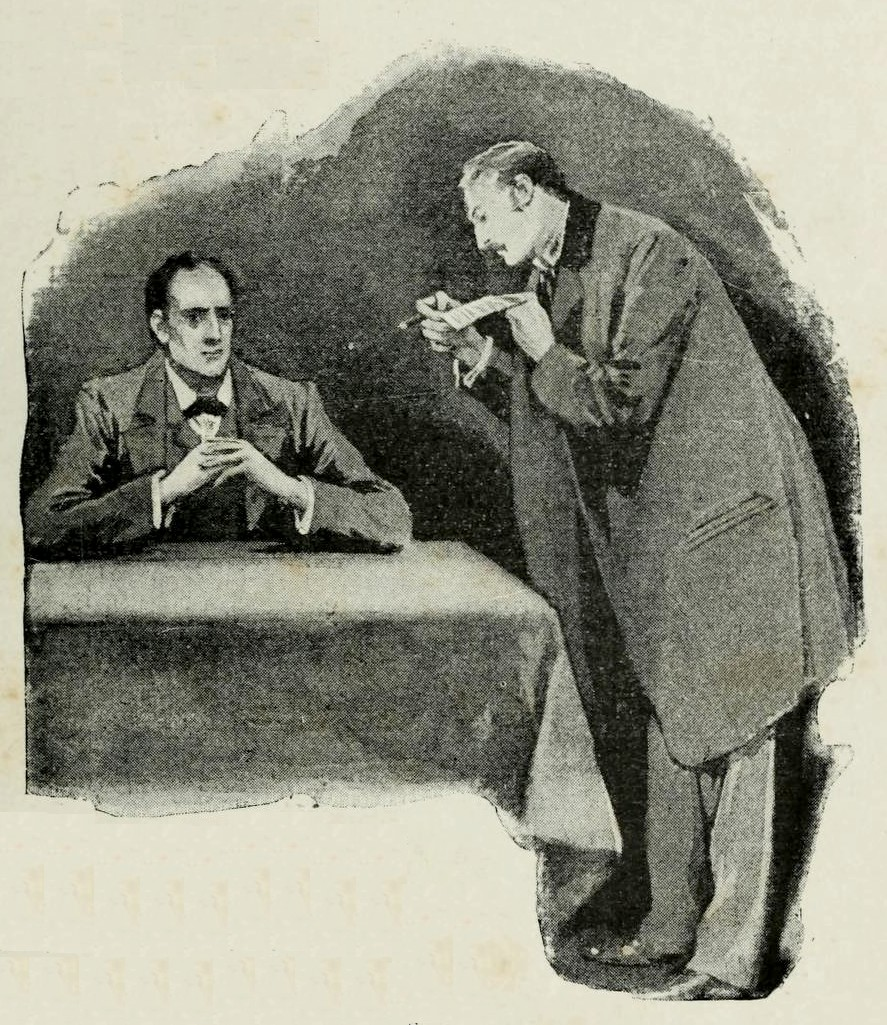
Watson (in piedi) in un'illustrazione per il racconto Uno scandalo in Boemia

Watson è stato frequentemente identificato come l'alter-ego letterario di Doyle. Vicino all'autore per età, professione, cultura e classe sociale, narrando le storie in prima persona ne fa necessariamente proprie le osservazioni e le opinioni.

### Carattere
Uomo intelligente e di ottima cultura, dotato di una grande moralità ed un forte senso dell'onore (con uno spiccato amor patrio da ex militare), Watson è un tipico e ordinario rappresentante della borghesia londinese della tarda età vittoriana (contrapponendosi al più "outsider" Holmes); ben inserito nella società londinese, appare in grado di destreggiarsi abilmente tanto nella buona società (con cui ha spesso a che fare durante le indagini e nei cui confronti porta sempre un britannico rispetto e devozione), alla quale è comunque estraneo, quanto nel mondo della piccola borghesia urbana.
Nonostante le indubbie capacità (è laureato in medicina e dotato di grande abilità narrativa) la figura di Watson appare quasi costantemente adombrata dal genio di Holmes, la cui mente brillante e anticonvenzionale si contrappone all'intelligenza ordinaria e chiusa di Watson, che in più di una occasione scatena le ire del compagno, dimostrandosi troppo lento a capire e incapace di andare oltre i propri schemi mentali (accusa che del resto Holmes imputa a quasi tutti coloro che ha l'occasione di conoscere). Watson del resto, pur consapevole dei propri limiti rispetto all'amico, sembra spesso compiacersi (soprattutto all'inizio) di enumerare mancanze e delle stranezze di Holmes (come nell'elenco di conoscenze e lacune stilato in Uno studio in rosso). Tra i due esiste comunque affetto sincero e un'interazione perfetta tra caratteri opposti.
Nel corso dei racconti Watson sembra brillare progressivamente "di luce propria". Se infatti in Uno studio in rosso appare come un semplice narratore, ascoltando le riflessioni dei tre investigatori (Holmes e i meno brillanti Gregson e Lestrade), nei racconti successivi collabora in modo sempre più attivo, rivelandosi spesso più brillante dei detective di Scotland Yard, arrivando spesso a scoprire prove e indizi senza l'aiuto di Holmes, che in più occasioni, come ne Il mastino dei Baskerville, manda l'amico a fare indagini preliminari prima di intervenire di persona. Spesso inoltre le conoscenze mediche di Watson si rivelano indispensabili alla soluzione del caso.
Al contrario di Holmes, Watson dimostra un notevole interesse per il genere femminile. Malgrado raramente lo si veda coinvolto in affari sentimentali all'interno dei racconti, numerose sono le allusioni da parte di Holmes alle vicende amorose dell'amico; ne Il segno dei quattro, ad esempio, viene detto che in fatto di donne egli ha "un'esperienza che si estende su molte nazioni e tre diversi continenti".

### Fisicità
In Uno studio in rosso, Watson viene descritto dal collega Stamford come "magro come un'acciuga e scuro come una castagna", ma il contesto di tale descrizione (che si riferisce alle sue condizioni al ritorno dalla guerra) lascia intendere che il "normale" aspetto di Watson sia ben diverso. Ne L'avventura di Charles August Milverton Doyle traccia un più preciso ritratto del suo personaggio, descritto come un uomo di media statura, dalla corporatura robusta, mascella squadrata e collo massiccio. È questa inoltre l'unica occasione in cui si accenna ai baffi, divenuti un elemento caratteristico del personaggio nelle illustrazioni e nelle versioni cinematografiche (e del resto già utilizzato costantemente dagli illustratori ben prima che Doyle ne facesse menzione). Le sue imprese nel corso dei racconti lo fanno apparire come una persona agile e dal fisico atletico, sebbene in diverse occasioni Holmes sembri possedere capacità atletiche superiori (ne Il mastino dei Baskerville, per esempio, egli stesso afferma di essere molto abile nella corsa, sorprendendosi di come Holmes, nel momento del bisogno, si dimostri tuttavia in grado di correre più veloce di lui), mentre ne Il vampiro del Sussex si apprende che in passato ha giocato a rugby nei Blackheath. I suoi successi con le donne (e certe allusioni di Holmes circa i trascorsi del dottore) fanno presumere inoltre che Watson appaia piuttosto attraente.

### Teatro, cinema e televisione

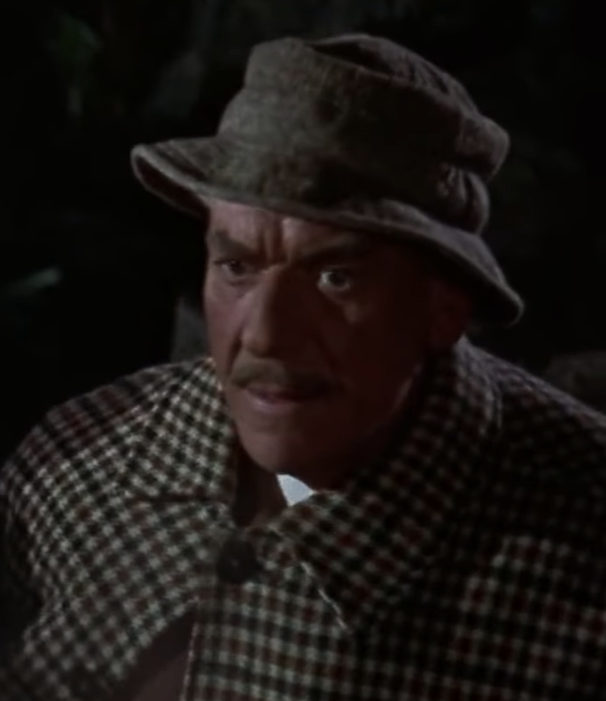
Watson interpretato da André Morell ne La furia dei Baskerville

Nelle illustrazioni ottocentesche, nonché nelle rappresentazioni teatrali e nei successivi film, Watson viene generalmente rappresentato come un uomo tarchiato, con baffi, di età variabile (generalmente vicina a quella di Holmes). Sebbene non sia un elemento distintivo, tanto nelle illustrazioni quanto nei film Watson indossa frequentemente una bombetta.
In contrasto con la descrizione letteraria, al cinema è a lungo prevalsa l'immagine di un Watson flemmatico e grassoccio, introdotta dall'attore Nigel Bruce, protagonista della celebre serie di film accanto a Basil Rathbone. Bruce diffuse inoltre lo stereotipo, già sviluppato in precedenza, di un personaggio caricaturale e fondamentalmente ottuso, destinato a perdurare, soprattutto in America, sino a tempi recenti. Una visione del personaggio più aderente all'originale letterario è stata offerta da André Morrell nel film La furia dei Baskerville (1959), oltre che da Colin Blakely ne La vita privata di Sherlock Holmes (1970). Negli anni ottanta è stata particolarmente apprezzata dai fan l'interpretazione di David Burke, in seguito sostituito da Edward Hardwicke, nella serie televisiva Le avventure di Sherlock Holmes. 
Un particolare punto di vista è quello presentato del film Senza indizio (1988) in cui si immagina che il vero detective - capace di risolvere i casi più complessi grazie al suo spirito di osservazione ed alla sua mente analitica - sia proprio il dottor Watson mentre Holmes non è altro che un mediocre attore (in realtà si chiama Reginald Kincaid), ubriacone e donnaiolo assunto da Watson stesso per dare un volto al protagonista delle avventure che scrive e che altro non sono che i casi da lui risolti.
Nell'adattamento televisivo del 2010 della BBC, ambientato nel XXI secolo, Sherlock, il ruolo di John Watson è stato affidato a Martin Freeman. Nel 2009 la Warner Bros. produsse un adattamento cinematografico delle avventure di Sherlock Holmes tratto da un fumetto di Lionel Wigram per la regia di Guy Ritchie. Il famoso detective ha il volto di Robert Downey Jr. mentre Watson è interpretato da Jude Law, il quale propone una versione ampiamente rivisitata del personaggio rispecchiando il fumetto alla base della storia e al tempo stesso allontanandosi dalla tipica caratterizzazione cinematografica della spalla di Holmes; vengono inoltre ripresi diversi elementi tipici della descrizione letteraria, in precedenza spesso trascurati sia sul grande sia sul piccolo schermo, mostrando un personaggio più in linea con le intenzioni originali di Doyle. Sia la versione di Law che quella di Freeman presentano difatti un Watson più giovanile, uomo d'azione e assai acuto (anche se inferiore a Holmes).
Nella serie televisiva Sanctuary si immagina che il dottor Watson e Sherlock Holmes in realtà siano la stessa persona e che sir Arthur Conan Doyle si sia ispirato alla genialità del "vero" Watson per dar vita alla figura del detective.
Nella serie televisiva Elementary, in cui le avventure di Holmes vengono riambientate in una New York del giorno d'oggi, il dott. Watson è una donna, Joan Watson (interpretata da Lucy Liu), ex medico chirurgo e terapista della riabilitazione per la tossicodipendenza di Holmes, in seguito assunta dallo stesso detective come assistente e socia.
Nel videogioco del 2013 Eikoku Tantei Mysteria compare un fittizio figlio di Watson, William Hamish Watson.

### Elementare, Watson!
Il modo di dire più tipico attribuito ad Holmes è la frase "Elementare, Watson!" ("Elementary, my dear Watson"), quando egli spiega, con una certa sufficienza, all'amico medico la soluzione di un caso. In realtà non c'è una sola pagina scritta da Arthur Conan Doyle in cui il famoso detective pronunci quella frase. In una sola pagina della raccolta Le memorie di Sherlock Holmes, nel racconto "L'uomo deforme", Holmes, rispondendo ad una domanda di Watson, fa uso di questo modo di dire: "Elementare!", così come lo utilizza due volte nel racconto "Uno studio in rosso", sempre rispondendo ad una domanda di Watson ed una volta nel racconto successivo "Il segno dei quattro", ancora una volta in risposta ad una domanda dell'amico. È comunque un termine usato pochissimo. La celebre frase è un'invenzione di P. G. Wodehouse che la fece pronunciare, con chiaro riferimento a Sherlock Holmes, dal personaggio di Psmith nel romanzo Psmith, Journalist, pubblicato per la prima volta nella rivista The Captain nel 1909, ed è stata resa popolare a partire dagli adattamenti teatrali del celebre investigatore con la cinematografia successiva.